# جند (تركستان)

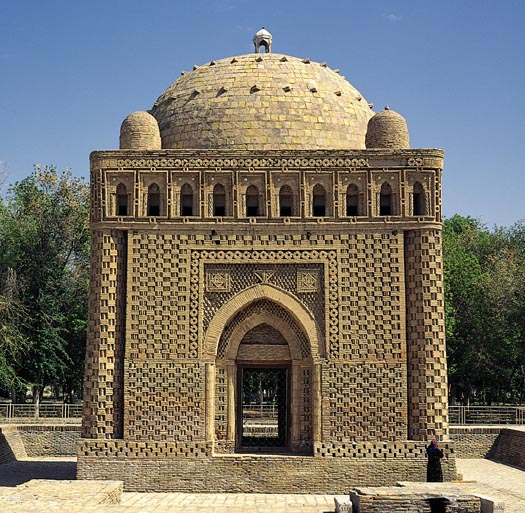
فانتاستك

جَند (أيضًا جاند) مدينة تاريخية تقع في كازاخستان حالياً، وصفها الجغرافيون في القرنين الحادي عشر والثاني عشر باعتبارها إحدى المدن المسلمة الكبرى في تُرْكِستان ، وكان غالبًا ما يطلق على بحر آرال في هذا العصر بحر جند. وكانت واحدة من المدن الرئيسية على طريق الحرير ، ولقد دمر المغول تلك المدينة ونهبوها مثل غيرها من مدن الأوغوز وارتكبوا العديد من المجازر، وهي الآن مدينة من الأطلال.
كانت مدينة جند المركز الأصلي لسلطة السلجوقيين ، حيث عاش فيها أوغوز يابغو، يُذكر في قصص أصول السلاجقة أن سَلْجُوق بن دُقَاق ، المؤسس الأسمي لهذه السلالة الحاكمة ، جاء إلى جند مع أتباعه وأصبحوا مسلمين هناك، وجاهد إلى جانب شعبه ضد وثنيّ الأوغوز، وبلغ سلجوق سنًا كبيرًا إلى أن دُفن في جند ؛ وعلى أي حال، بحث حفيده ألب أرسلان لاحقًا عن قبره هناك.

## التاريخ
كان الأوغوز يحكمون جند عندما عينهم مسعود الغزنوي أمراء على المنطقة، وبعد وفاة مسعود  بقليل، طُرِد السلاجقة إلى بلاد فارس ، مما يشير إلى أن السلاجقة فقدوا السيطرة على جند مرة أخرى، ويذكر أن في عام 1065 قاد ألب أرسلان حملةً هناك. استخدم خوارزم شاه جند كقاعدة للحملات ضد قبائل القفجاق التركية. وفي وقت مبكر من حكم علاء الدين أتسيز، أخذ السلطان السلجوقي سنجر المدينة من أتسيز عام 1147 وأعطاها إلى القراخانيين. لكن بعد بضع سنوات، تمكن أتسيز من استعادة جند. نظرًا لأهميتها، غالبًا ما تُـسلّم مقاطعة جند إلى أكبر أبناء الحكام  وخلال هذه الحملة ضد القفجاق، التقت قوات خوارزم شاه بمغول جنكيز خان لأول مرة. وبعد مفاوضات فاشلة، غزا جند ونهبها الجيشُ المغولي بقيادة جوجي خان في عام 1220. في العام التالي، كانت جند بمثابة نقطة انطلاق المغول لشن حملة ضد مدينة كهنه غرغانج.
أفاد ياقوت الحموي في معجم البلدان منذ بداية القرن الثالث عشر أن سكان جند اعتنقوا المذهب الحنفي. وكانت المدينة تحت حكم المغول ولا يُعرف أي شيء عن مصير سكانها. ذكر مؤرخ شاغاتان فيما بعد أعمال البناء التي قام بها خانات القبيلة في جند، والتي ربما يعود تاريخها إلى القرن الرابع عشر.